# Rørvoltmeter
Et rørvoltmeter er et voltmeter, typisk ældre drejespoleinstrumenter, der er forsynet med et forstærker-kredsløb baseret på radiorør. Forstærkerkredsløbet kan forbedre det "uforstærkede" drejespoleinstrument på to måder:
- Impedansen, eller den indre modstand, på forstærkerkredsløbets indgang kan gøres langt større end drejespoleinstrumentets egen indre modstand: Derved belaster rørvoltmeteret det målte kredsløb i langt mindre grad end hvis drejespoleinstrumentet blev tilkoblet direkte.
- Rørvoltmeteret kan have måleområder der er mindre end hvad der er muligt for drejespoleinstrumentet i sig selv: Hvis drejespoleinstrumentet giver fuldt udslag ved 200 millivolt, kan man lave forstærkerkredsløbet så det forstærker spændinger 10 gange; derved fås et instrument der giver fuldt udslag for blot 20 millivolt.

Efter opfindelsen af transistoren har man tilsvarende lavet voltmetre med forstærkerkredsløb baseret på transistorer; dette kaldes for et transistorvoltmeter.
Et rørvoltmeter kan måle jævnstrøm eller vekselstrøm. Jævnstrøm er nemt at måle, mens vekselstrøm er svært.
Man går normalt ud fra, at det er et sinusformet signal, og frekvensen har betydning.
Men hvis signalet er firkantet, trekantet eller noget andet, så måles der forkert.
Afhængig af detektortype, kan der laves en matematisk korrektion.